# Vyšehrad (métro de Prague)
Vyšehrad est une station de métro à Prague, en Tchéquie. Située sur la ligne C du métro de Prague entre I. P. Pavlova et Pražského povstání, elle est ouverte depuis le 9 mai 1974.